# IPod

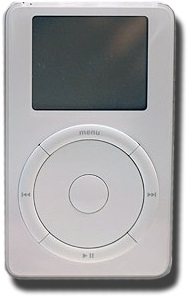
Prima generaţie de iPod. Capacitate de stocare de 5 gigaocteţi, ecran monocrom, fără rotiță senzitivă la atingere, conectare numai prin firewire.

iPod este o marcă populară de dispozitive media portabile deținută de compania americană Apple. 
Linia de produse constă în iPod clasic, iPod touch cu touch screen, compactul iPod nano și ultra compactul iPod shuffle. Modelele clasice stochează conținut media pe un hard drive intern în timp ce restul modelelor utilizează memorie flash potrivită dimensiunilor mai mici ale acestora. Ca și alte dispozitive media, iPod-urile pot servi ca sursă externă de depozitare a datelor. Capacitatea de stocare poate varia în funcție de model între 2GB la iPod shuffle până la 160GB la iPod clasic. Gama iPod a fost anunțată de Apple în 23 octombrie 2001 și s-a lansat în 10 noiembrie 2001. Toate modelele au fost îmbunătățite de mai multe ori de la lansarea lor. Cele mai recente îmbunătățiri la iPod au fost introduse pe 1 septembrie 2010. 
Softul iTunes de la Apple poate fi folosit pentru a transfera muzică din computer către alte dispozitive utilizând diferite versiuni de sisteme de operare Apple Macintosh sau Microsoft Windows. Pentru cei care nu doresc sau nu pot utiliza iTunes sunt disponibile mai multe surse alternative. ITunes și alternativele sale pot de asemenea transfera poze, videoclipuri, jocuri, date de contact, setări de e-mail, semne de carte și calendare dacă modelul de iPod suportă aceste caracteristici.

## Istoric

### 1979
În anul 2008, Apple a recunoscut că la baza popularului iPod stă tehnologia pusă la punct de inventatorul britanic Kane Kramer, 52, care a creat un prototip la vârsta de 23 ani. Compania Apple a fost forțată să admită faptul că britanicul este părintele lui iPod, după ce a fost dată în judecată de firma Burst, care susținea că deține patentul pentru tehnologia playerului muzical. Dispozitivul inventat acum 30 de ani de britanic, numit IXI, putea stoca numai 3,5 minute de muzică pe un cip. Schițele sale arătau un player de dimensiunile unui card de credit, cu un ecran rectangular și cu un meniu central, foarte similar cu cel de la iPod.

### 2001-2004
Primul dispozitiv iPod a fost lansat în octombrie 2001 cu o capacitate de stocare de aproximativ 1.000 de melodii în format MP3 sau 5 gigabait de date. Conectarea la calculator era asigurată de o interfață de tip firewire, cu o viteză de transfer de 400 Mb/s, disponibilă în mod standard pe calculatoarele Apple.
Anii 2002 și 2003 au adus noi generații care, în afară de o capacitate de stocare crescută de până la 40 gigabiți, au venit cu o rotiță senzitivă ce a revoluționat interfața utilizatorului. De asemenea, începând cu generația a treia, sincronizarea cu calculatorul s-a putut face și folosind interfața USB.
Sfârșitul anului 2004 marchează apariția primului iPod cu ecran color denumit iPod Photo. Tot în anul 2004 Apple introduce pe piață o nouă linie de dispozitive cu dimensiuni reduse sub titulatura de iPod Mini. La fel ca și modelul iPod standard, iPod Mini este echipat cu un disc dur, dar cu o capacitate de 4 gigabiți. Varianta Mini s-a dovedit un succes pe piață.

### 2005-2006

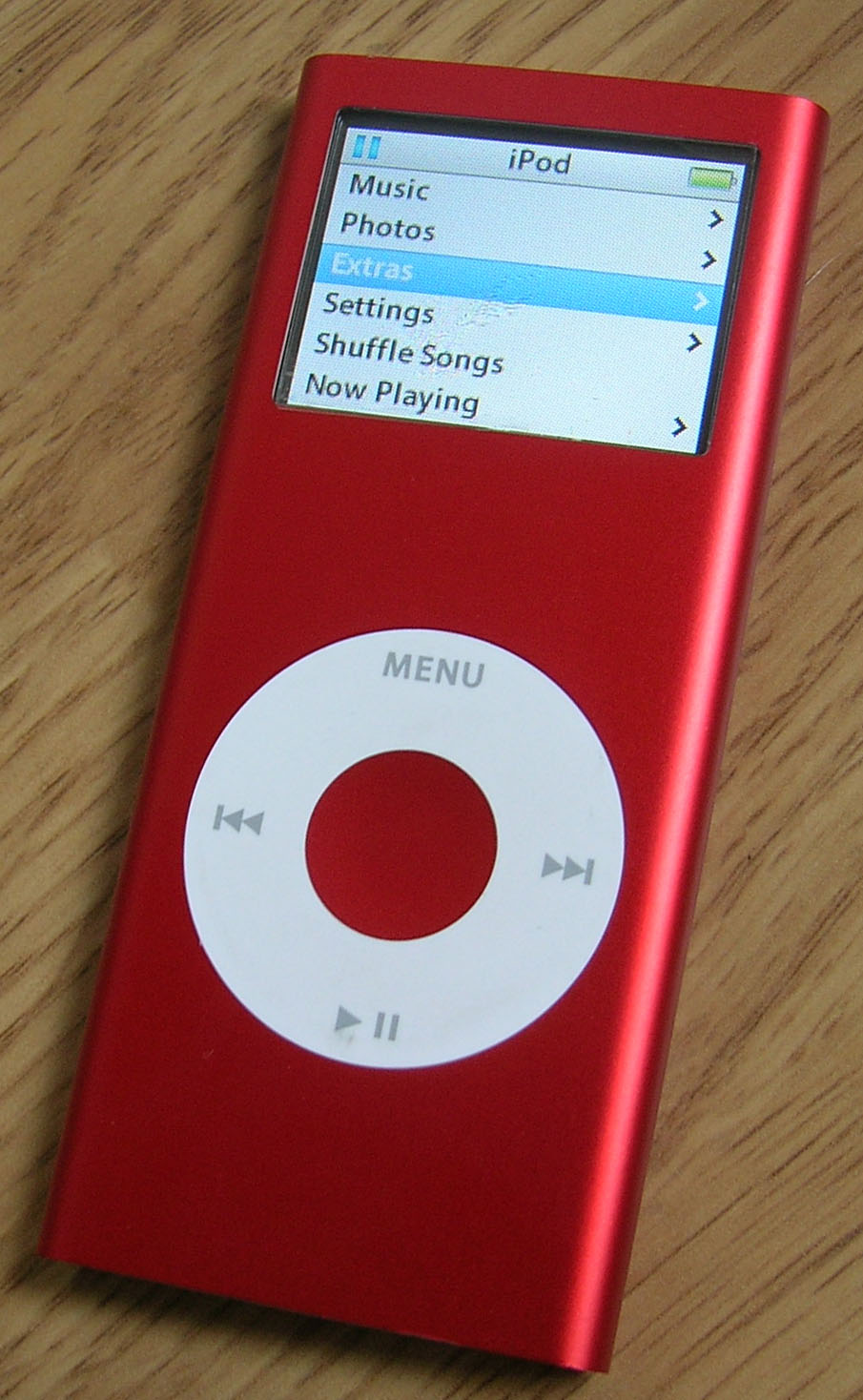
iPod Nano a doua generatie. Capacitate de stocare 4 gigaocteţi.

iPod generaţia a cincea. Capacitate de stocare 30 gigaocteţi, ecran color rezoluţie 320x240, decodare audio şi video.

Începutul anului 2005 aduce un nou concept de iPod denumit Shuffle, care avea o funcționalitate limitată. Dar, iPod-ul Shuffle a permis companiei Apple să intre și pe piața dispozitivelor MP3 ieftine. iPodul Shuffle cu o capacitate de 512 megaocteți a fost lansat pe piața din Statele Unite ale Americii la un preț de 99 $, existând și o variantă de 1 gigabait cu un preț de 149 $. De remarcat că iPod Shuffle nu are ecran, atipic pentru un dispozitiv MP3.
În februarie 2005 Apple lansează o a doua generație de iPod Mini, dar spre sfârșitul anului se renunță la acest model.
iPod Mini este oficial înlocuit cu o nouă serie denumită "iPod Nano". Nano se remarcă prin dimensiuni ultrareduse și o memorie pe bază de tehnologie flash cu o capcitate de stocare de 1, 2 sau 4 gigaocteți.
La sfârșitul anului 2005 Apple înlocuiește modelul Photo cu un nou model denumit iPod Video. Video este echipat cu un ecran color mult mai performant, are o rezoluție de 320x240 pixeli, o diagonală de 6,3 cm (2,5 țoli) și permite redarea de conținut audio și video.
În septembrie 2006 Apple lansează a doua generație din seria Nano. Noile iPod-uri Nano vin echipate cu o carcasă din aluminiu, rezistentă la zgârieturi, cu o durată de viață a bateriei îmbunătățită și cu capacități de stocare de până la 8 gigaocteți.
iPod Video cunoaște o nouă revizie, dar mai puțin semnificativă: luminozitatea ecranului este îmbunătățită și se introduce o funcție de căutare a melodiilor.
Este lansată și generația a doua din gama Shuffle. Noul iPhod Shuffle este dotat cu o clamă pentru prinderea de haine și are o capacitate de 1 gigaoctet și un preț de doar 79 $ pe piața americană.
Pe 9 aprilie 2007 Apple a anunțat pe site-ul lor web că începând din noiembrie 2001 au fost vândute în total peste 100 de milioane de iPod-uri.

## Accesorii
Apple vinde o parte din accesorii ca de exemplu iPod Hi-Fi dar cele mai multe sunt produse de alte companii precum Belkin și Griffin.Unele periferice utilizează interfața proprie în timp ce altele utilizează ecranul propriu de la iPod. Logo-ul "Made for iPod" se găsește pe majoritatea accesoriilor clasice de iPod. Unele accesorii adaugă unele caracteristici în plus pe care unele playere le au incluse precum radio FM, telecomanda cu fir, cabluri audio/vizuale pentru conectare la TV. Unele accesorii ofera caracteristici unice precum pedometrul Nike+iPod. Unele accesorii includ difuzoare externe, telecomanda wireless, husa de protecție, folie pentru protejarea ecranului, căști wireless. BMW a lansat prima interfață auto pentru iPod prin care șoferii pot controla un iPod utilizând butoanele radio încorporate. Apple a anunțat în 2005 că sisteme similare sunt implementate și altor branduri auto precum Mercedes-Benz, Volvo, Nissan, Toyota, Alfa Romeo, Ferrari, Acura, Audi, Honda, Renault, Infiniti și Volkswagen. Scion oferă conectivitate iPod în toate mașinile sale. Unii producători independenți de stereo inclusiv JVC, Pioneer, Kenwood, Alpine, Sony și Harman Kardon au de asemenea soluții specifice de integrare iPod. Metode alternative de conectare includ adaptoare kit, mufa jack și transmițătoare FM precum iTrip deși unele transmițătoare FM sunt ilegale în unele țări. Mulți producători de mașini au inclus în pachetul standard mufe jack. Începând cu mijlocul anului 2007 4 companii aeriene mari, United, Continental, Delta, și Emirates au convenit să instaleze conexiuni pentru iPod în scaune. Serviciul gratuit vă permite pasagerilor să-și încarce iPod-ul și să vizualizeze videoclipuri pe displayurile individuale de pe scaune.

## Tabel comparativ
| Generație    | Lansare  | Capacitate    | Tip de memorie | Dimensiuni (mm)    | Greutate | Ecran                | Autonomie |  |
| ------------ | -------- | ------------- | -------------- | ------------------ | -------- | -------------------- | --------- |  |
| 1G           | 10/2001  | 5 Go          | disc dur 1,8"  | 102 x 62 x 20      | 184 g    | Monocrom             | 10 h      |  |
| 1G           | 3/2002   | 10 Go         | disc dur 1,8"  | 102 x 62 x 20      | 184 g    | Monocrom             | 10 h      |  |
| 2G           | 7/2002   | 5 - 10 Go     | disc dur 1,8"  | 104 x 61 x 19      | 184 g    | Monocrom             | 10 h      |  |
| 2G           | 7/2002   | 20 Go         | disc dur 1,8"  | 104 x 61 x 20      | 204 g    | Monocrom             | 10 h      |  |
| 3G           | 4-9/2003 | 10, 15, 20 Go | disc dur 1,8"  | 104 x 61 x 16      | 158 g    | Monocrom             | 8 h       |  |
| 3G           | 4-9/2003 | 30, 40 Go     | disc dur 1,8"  | 104 x 61 x 18,5    | 176 g    | Monocrom             | 8 h       |  |
| 4G           | 7/2004   | 20 Go         | disc dur 1,8"  | 104 x 61 x 14,5    | 176 g    | Monocrom             | 12 h      |  |
| 4G           | 7/2004   | 40 Go         | disc dur 1,8"  | 104 x 61 x 17,5    | 176 g    | Monocrom             | 12 h      |  |
| iPod photo   | 10/2004  | 40, 60 Go     | disc dur 1,8"  | 104 x 61 x 19      | 181 g    | 65000 culori         | 15 h      |  |
| iPod photo   | 2/2005   | 30 Go         | disc dur 1,8"  | 104 x 61 x 16      | 167 g    | 65000 culori         | 15 h      |  |
| iPod color   | 6/2005   | 20 Go         | disc dur 1,8"  | 104 x 61 x 16      | 167 g    | 65000 culori         | 15 h      |  |
| iPod color   | 6/2005   | 60 Go         | disc dur 1,8"  | 104 x 61 x 19      | 181 g    | 65000 culori         | 15 h      |  |
| 5G           | 10/2005  | 30 Go         | disc dur 1,8"  | 104 x 61 x 11      | 136 g    | Color 2,5" (320x240) | 14 h      |  |
| 5G           | 10/2005  | 60 Go         | disc dur 1,8"  | 104 x 61 x 14      | 157 g    | Color 2,5" (320x240) | 20 h      |  |
| 5G           | 9/2006   | 80 Go         | disc dur 1,8"  | 104 x 61 x 14      | 157 g    | Color 2,5" (320x240) | 20 h      |  |
| iPod mini    | 1/2004   | 4 Go          | disc dur 1"    | 91 x 51 x 12,7     | 104 g    | Monocrom             | 8 h       |  |
| iPod mini    | 2/2005   | 4, 6 Go       | disc dur 1"    | 91 x 51 x 12,7     | 103 g    | Monocrom             | 18 h      |  |
| iPod nano    | 9/2005   | 2, 4 Go       | memorie flash  | 90 x 40 x 6,9      | 42 g     | Color 1,5" (176x132) | 14 h      |  |
| iPod nano    | 2/2006   | 1, 2, 4 Go    | memorie flash  | 90 x 40 x 6,9      | 42 g     | Color 1,5" (176x132) | 14 h      |  |
| iPod nano    | 9/2006   | 2, 4, 8 Go    | memorie flash  | 90 x 49 x 6,5      | 40 g     | Color 1,5" (176x132) | 24 h      |  |
| iPod shuffle | 1/2005   | 0,5 - 1 Go    | memorie flash  | 84 x 25 x 8,4      | 22 g     | fără ecran           | 12 h      |  |
| iPod shuffle | 9/2006   | 1 Go          | memorie flash  | 41,2 x 27,3 x 10,5 | 15 g     | fără ecran           | 12 h      |  |

## Tabela2
| Generatia        | Capacitate stocare | Capacitate acumulator | Greutate | Dimensiuni (I × L × G) | Pret (€) |
| ---------------- | ------------------ | --------------------- | -------- | ---------------------- | -------- |
| 1-a. Generatie   | 5 GO               | 10 h                  | 185 g    | 102,6 × 61,8 × 19,9 mm | –        |
| 1-a. Generatie   | 10 GO              | 10 h                  | 185 g    | 102,6 × 61,8 × 19,9 mm | –        |
| 2-a. Generatie   | 10 GO              | 10 h                  | 185 g    | 102,6 × 61,8 × 18,3 mm | –        |
| 2-a. Generatie   | 20 GO              | 10 h                  | 204 g    | 102,6 × 61,8 × 21,2 mm | –        |
| 3-a. Generatie   | 10 GO              | 8 h                   | 158 g    | 103,5 × 61,8 × 15,7 mm | –        |
| 3-a. Generatie   | 15 GO              | 8 h                   | 158 g    | 103,5 × 61,8 × 15,7 mm | –        |
| 3-a. Generatie   | 20 GO              | 8 h                   | 158 g    | 103,5 × 61,8 × 15,7 mm | –        |
| 3-a. Generatie   | 30 GO              | 8 h                   | 176 g    | 103,5 × 61,8 × 18,7 mm | –        |
| 3-a. Generatie   | 40 GO              | 8 h                   | 176 g    | 103,5 × 61,8 × 18,7 mm | –        |
| 4-a. Generatie   | 20 GO              | 12 h                  | 158 g    | 104,0 × 61 × 14 mm     | 300 Euro |
| 4-a. Generatie   | 40 GO              | 12 h                  | 176 g    | 104,0 × 61 × 17 mm     | 300 Euro |
| 4-a. Generatie   | 20 GO mit Farbe    | 15 h                  | 167 g    | 104,0 × 61 × 16 mm     | 300 Euro |
| 4-a. Generatie   | 30 GO mit Farbe    | 15 h                  | 166 g    | 104,0 × 61 × 18 mm     | 300 Euro |
| 4-a. Generatie   | 60 GO mit Farbe    | 15 h                  | 181 g    | 104,0 × 61 × 19 mm     | 300 Euro |
| 5-a. Generatie   | 30 GO              | 14 h                  | 136 g    | 103,5 × 61,8 × 11 mm   | 330 Euro |
| 5-a. Generatie   | 60 GO              | 20 h                  | 157 g    | 103,5 × 61,8 × 14 mm   | 430 Euro |
| 5.5-a. Generatie | 30 GO              | 14 h                  | 136 g    | 103,5 × 61,8 × 11 mm   | 249 Euro |
| 5.5-a. Generatie | 80 GO              | 20 h                  | 156 g    | 103,5 × 61,8 × 14 mm   | 369 Euro |
| 6-a. Generatie   | 80 GO              | 30 h                  | 140 g    | 103,5 × 61,8 × 10,5 mm | 229 Euro |
| 6-a. Generatie   | 160 GO             | 40 h                  | 162 g    | 103,5 × 61,8 × 13,5 mm | 329 Euro |